# シャー・シュジャー (ムザッファル朝)
シャー・シュジャー（1331年 - 1384年10月9日）は、イランを支配したムザッファル朝の第2代君主（在位：1359年 - 1384年10月9日）。

## 生涯

### 即位
父は初代君主・ムバーリズッディーン・ムハンマドで長男。1359年に父が孫のシャー・ヤフヤーを溺愛したことが不安になり、父を廃して目を潰して幽閉し即位した。

### 身内との争い
即位した後は一族の反乱、特に次弟のシャー・マフムードがジャライル朝のシャイフ・ウヴァイス1世と手を結んで反乱したことに悩まされたが、幸運にも1374年に両名ともに死去した。このため、一気に窮地から脱して逆にジャライル朝に侵攻する。ジャライル朝では内紛が起こっていたため、その領土を奪っていった。
シュジャーはイラン南部・北西部へ勢力を拡大するため、積極的な軍事行動を行なった。アゼルバイジャン遠征には成功した。だが直後に本拠で反乱が起こって撤退を余儀なくされ、長男のザイヌル・アービディーンをジャライル朝の王族と婚姻させて支配の強化を図った。だがこの婚姻策は失敗し、ジャライル朝はイラン北西部に侵攻してその領土を奪った。また国内では甥のシャー・マンスールによる反乱が起こり、国外からはアフマドの侵攻に悩まされ、王朝の安定化を実現できなかった。1384年10月9日に本拠シーラーズに帰還してまもなく死去した（54歳）。

## 人物
- 文化活動に熱心で、詩人で有名なハーフェズとも親交があった。ハーフェズはシュジャーと身分を越えた友人であり、その死を知って「友人と離れ離れ」になったことを作品で嘆いている。
- 教養ある君主でシーラーズに自由と寛容の空気をもたらし、学者を支援した。ハーフェズだけでなくイスラム学者のサイイド・シャリフ・アル・ジュールジャニーも庇護している。ただし、シュジャー自身の作った詩は極めて凡庸だという。

## 宗室

### 父母
- 父 ムバーリズッディーン・ムハンマド

### 子
- スルタン・ウワイス（息子）
- ザイヌル・アービディーン（息子。第3代君主）
- スルタン・シェブリ（息子）
- ムイズッディーン・ジャハーンギール（息子）